# Zarybinek
Zarybinek (deutsch Zaribinnek, 1942 bis 1945 Neurübenau) ist der nicht mehr offizielle Name einer Ortsstelle in der polnischen Woiwodschaft Ermland-Masuren innerhalb der Gmina Rybno (Landgemeinde Rybno, 1942 bis 1945 Rübenau, Kr. Neumark (Westpr.)) im Powiat Działdowski (Kreis Soldau).
Die Ortsstelle von Zarybinek liegt am südöstlichen Ufer des Jezioro Zarybinek (deutsch Zaribinnek-See) im Südwesten der Woiwodschaft Ermland-Masuren, zwei Kilometer von Rybno entfernt.
|  |

Der kleine Ort kam 1874 zum neu errichteten Amtsbezirk Kosten (polnisch Kostkowo) im Kreis Löbau (Westpreußen). Im Jahre 1910 zählte Zaribinnek 68 Einwohner.
1920 wurde Zaribinnek mit der gesamten Region gemäß Versailler Vertrag von 1919 an  Polen abgetreten. Am 26. Oktober 1939 kam es wieder zum Deutschen Reich, dort in den zum Kreis Neumark (Westpreußen) umgewandelten Kreis Löbau (Westpreußen) und wurde am 25. Juni 1942 in „Neurübenau“ umbenannt.
Bereits 1945 wurde die Region, nun zusammen mit dem südlichen Ostpreußen, wieder an Polen abgetreten. Wenige Jahre nach 1945 wurde der Ort noch erwähnt, dann trat er nicht mehr in Erscheinung und wird in Rybno aufgegangen sein. Die Ortsstelle liegt im Bereich der Gmina Rybno im Powiat Działdowski.
Kirchlich war Zaribinnek resp. Neurübenau vor 1945 evangelischerseits in die Kirche Löbau (polnisch Lubawa), römisch-katholischerseits in die Pfarrei Rybno eingegliedert.
Die Ortsstelle Zarybineks liegt an einer südlich am Jezioro Zarybinek vorbeiführenden Uferstraße.